# Medal Merentibus
Medal Merentibus (łac. Zasłużonym) – medal ustanowiony przez Stanisława Augusta Poniatowskiego w 1766, przyznawany za zasługi w dziedzinach nauki, sztuki, wynalazczości i przemysłu. 
Oznaką tego odznaczenia był złoty medal z głową króla i łacińskim napisem na awersie: STANISLAUS AUGUSTUS DEI GRATIA REX POLONIAE MAGNUS DUX LITHUANIAE (Stanisław August z Bożej łaski król Polski, wielki książę Litwy). Na rewersie był napis MERENTIBUS.
Medal wykonał Johann Philip Holzhaeusser.